# Гусарский доспех

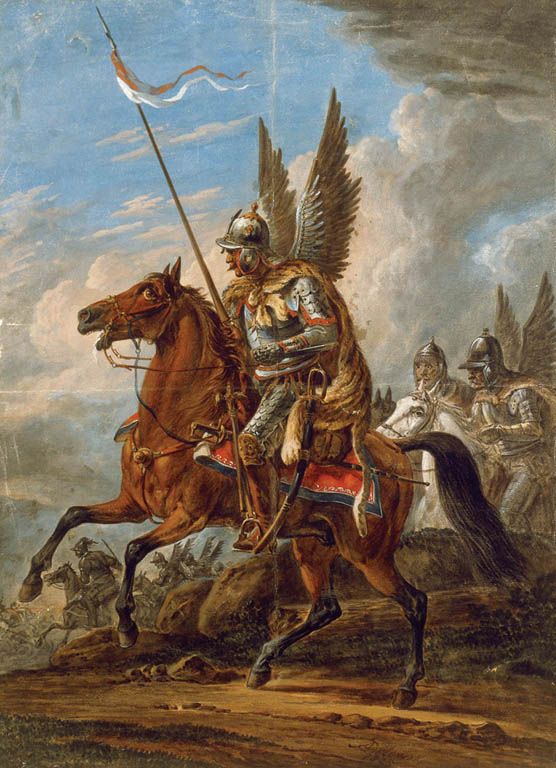
Польский крылатый гусар

Гуса́рские доспе́хи — доспехи крылатых гусар, состоящие из сегментной кирасы с длинными наплечниками и крыльями, крепившимися за спиной, наручей, а также шлема типа «бургиньот» или «ерихонка» (польск. «капалин» — kapalin). Использовались, в основном, в XVII веке.

## История
Ранние гусары Речи Посполитой начала XVI века не имели металлических доспехов, а носили лишь простёганные кафтаны. Вскоре у них появляются кольчуги и капелины, заимствованные у венгров. Всё изменилось в конце XVI века — со Стефаном Баторием. Это была конница кирасирского образца. Поверх доспехов они часто надевали шкуры очень разнообразных зверей, а также надевали крылья, которые носили сбоку или сзади у луки седла, либо даже на щите. Но сами доспехи, как правило, импортировались из Западной Европы. Классический вид доспехи приобрели только к середине XVII века — во время правления Владислава IV. Но развивалось огнестрельное оружие, в связи с чем гусары в металлических доспехах теряли свою значимость. В спокойный для Польши XVIII век гусары постепенно превращаются в парадное войско. И, наконец, в 1776 году обязанности гусар были переданы уланам, вместе с чем перестали использоваться и доспехи.

## Кираса
До реформы Стефана Батория кираса была необязательной, и часто вместо кирасы носился бехтерец, а то и вовсе просто кольчуга, реформа же сделала кирасу обязательной. Ранние разновидности гусарской кирасы могли быть как цельными (без сегментов), так и полностью состоящими из множества сегментов.
В классическом же типе кирасы защита грудной клетки для прочности не делилась на отельные сегменты, в то время как поясничная для гибкости делилась на несколько сегментов. При этом, классическая гусарская кираса делится на пол. typ starszy («тип старый») — c 1640 по 1675 годы, и пол. typ mlodszy («тип новый») — с 1675 по 1730 годы. Оба этих типа отличаются не конструкцией, а исполнением и отделкой деталей заметной лишь специалисту (например, у «старого» типа кромки пластин доспеха загибались внутрь, а у «нового» оставлялись прямыми, и т. д. и т. п.). Более заметная разница изначально состояла в том что у «старого» типа крылья крепились к седлу, а не к кирасе — как у «нового». Но эта разница была нивелирована ещё в XVII веке путём приделывания креплений для крыльев к доспехам «старого» типа. И то что крепления для крыльев не родные, а новодельные — опять же, сможет заметить лишь специалист.
Кираса ковалась толщиной от 2 до 3,5 мм, при этом давала неплохую защиту от многих типов холодного оружия. Вес был не более 15 кг. Наиболее защищала верхний треугольник тела. Сегменты кирасы: наспинник, нагрудник, нашейник и наплечники; соединялись кожаными ремешками. Для защиты локтей надевались наручи. Поэтому подвижность была высокой. Часто могли украшаться медью или латунью. Качество отделки зависело от цены доспеха. Так например, доспехи покупавшиеся, согласно принятой в Речи Посполитой практике, богатым гусаром для бедного, часто имели топорную отделку, выглядевшую впечатляюще лишь с расстояния. В то время как доспехи пана ротмистра (которым обычно выступал тот или иной магнат) отличались тонкостью и роскошностью отделки.
Классический гусарский доспех имел наручи для защиты рук от запястья до локтя, а более ранний, в зависимости от цены, мог ограничиваться кольчужными рукавами, иногда носившихся с латными перчатками. Что касается защиты ног у бедных шляхтичей, чей доспех (а нередко и боевой конь тоже) принадлежал товарищу (а таких шляхтичей в гусарской роте часто было более двух третей, так как богатый шляхтич становясь гусаром был обязан привести с собой несколько воинов снаряжённых за свой счёт, и естественно, приводил отнюдь не холопов, а просто обедневших шляхтичей), отдельная защита ног отсутствовала. Зато у тех, кому принадлежали доспехи более бедных гусар, часто имелась латная защита ног в кирасирском стиле — из сегментных набедренников, заканчивающихся наколенниками. В раннем же варианте верхняя часть бёдер могла быть прикрыта кольчугой, как при кольчуге надетой под кирасу, так и при доспехе, состоящем из кольчуги и шлема, мог также иметься кольчужный подол, надевающийся с кольчужными руками в дополнение к кирасе.
Во времена Яна Собеского, в связи с очень модной теорией, согласно которой шляхта происходит не от славян, а от сарматов, среди богатой шляхты приобрели популярность доспехи в сарматском стиле (с которыми, для большей «сарматскости» облика носили… лук и стрелы), сделанные из клёпанной чешуи и называвшиеся карацена (пол. Karacena). Такой доспех был очень престижным и стоил столько, что далеко не каждый шляхтич снарядивший двух других латами за свой счёт, мог себе такой доспех позволить. В отличие от гусарских лат, чья защита ног (если таковая имелась) ограничивалась набедренниками с наколенниками, среди доспехов из карацены встречались доспехи в полный рост (с полной защитой ног). Один из таких доспехов в полный рост хранится в Оружейной Палате Кремля, а другой точно такой же, принадлежащий роду Унишовских, хранится в Замке Вавель.

## Крылья
Изначально, в XVI крылом являлся трапециевидный щит, который вначале просто расписывали, рисуя на нём перья, а затем стали украшать настоящими перьями. Во время реформирования гусар Стефаном Баторием щиты королевским указом заменили на кирасу. Но тем не менее крыло не исчезло, а превратилось в деревянную рейку с перьями, удерживаемую в руке на манер щита. Именно такие крылья были зарисованы немецкими художниками во время «Штутгартской карусели», состоявшейся в 1616 году, в честь крестин сына Фридриха фон Вютемберга. Вместе с тем из соображений практичности и удобства, уже к концу XVI века (то есть более чем за полтора десятка лет до «карусели») крыло стали крепить к левой стороне седла, а вскоре появилось и второе крыло, закреплённое справа. А к 1635 году оба крыла переползли за спину, оставаясь прикрёплёнными к седлу. В годы «кровавого потопа», когда из-за затянувшейся войны, по свидетельству очевидцев, лишь каждый десятый гусар был одет в латы, крылья также превратились в редкость. После окончания затяжной войны, когда экономика стала восстанавливаться, гетман, а затем и король — Ян III Собеский приложил все усилия, чтобы снова одеть всех гусар в латы, в это же время возникла мода крепить крылья не к седлу, а к кирасе. Впрочем, литовские гусары (а Литва и Польша составляли — одно государство Речь Посполитую) и тогда продолжали крепить крылья к седлу, а не к кирасе.
К деревянному каркасу или металлической трубке длиной от 110 до 170 см крепились перья — орлиные, соколиные, журавлиные или страусиные, либо латунные пластины вместо перьев.
По разным теориям, этим крыльям приписываются следующие функции:
- Защита от аркана, который активно применяли казаки, турки и татары.
- Дополнительная защита спины от ударов холодным оружием.
- При езде крылья издавали звук, который мог пугать коней противника.
- В случае падения с седла амортизировали удар о землю.

Эти крылья крепились к наспиннику кирасы на кронштейнах, либо держались на ремнях и в случае необходимости быстро отстёгивались. Но всё же имели и несколько недостатков. Это, прежде всего, аэродинамическое сопротивление и дополнительная масса, которая усложняла движение всадника. Носить что-либо за спиной так же было нельзя. Кроме того, имелись варианты не с двумя, а с одним крылом. Это значительно снижало эффективность и выглядело хуже, но зато уменьшало массу и дороговизну. Ещё крылья могли крепиться не к спине, а к седлу. Это значительно увеличивало подвижность всадника, в случае чего их не приходилось снимать. Но вместе с тем уже не могли защищать при падении с коня. Кроме того, крылья могли быть не только естественного цвета, но и окрашены в разные цвета. Наиболее широкое распространение крылья получили именно у поляков. Но, наряду с ними, крылья использовали ещё некоторые сербские, венгерские и турецкие кавалеристы (собственно говоря, впервые «крылья» появились у турецких «дэли» и были позаимствованы у них венграми, а уж от венгров — поляками). Немного другие крылья использовали и московские конные жильцы.

## Шлем
«Ерихонка» (польск. «капалин» — kapalin) — полусферический шлем с козырьком, наушами, назатыльником и увеличенным наносником, в некоторых вариантах по величине смахивающем на маску или полумаску. Делался из двух сваренных пластин, к которым приваривали козырёк, крепился сегментный назатыльник, науши держались на кожаных ремнях, а наносник проходил сквозь тулью и был подвижным. Этот тип шлема пришёл в Польшу из Венгрии, как модификация русской ерихонки, в свою очередь возникшей на основе восточных шишаков. Сверху польский шлем украшался либо шпилем, либо высоким гребнем, имевшем защитную функцию, либо ещё чем-нибудь. Потом из Польши этот тип шлема пришёл в Европу, распространился во Франции как «капелин» (фр. Capeline), в Германии как «паппенхаймер» (нем. Pappenheimer-Helm), и, позднее, на его основе были разработаны другие популярные шлемы. Но многие из них всё равно сохранили транслитерированное название «шишак». Поэтому гусары носили не только шлемы польского производства, но и трофейные, в том числе немецкие и турецкие. Несколько реже использовался шлем типа «бургиньот» европейского происхождения, с поперечным гребнем.

## Иллюстрации

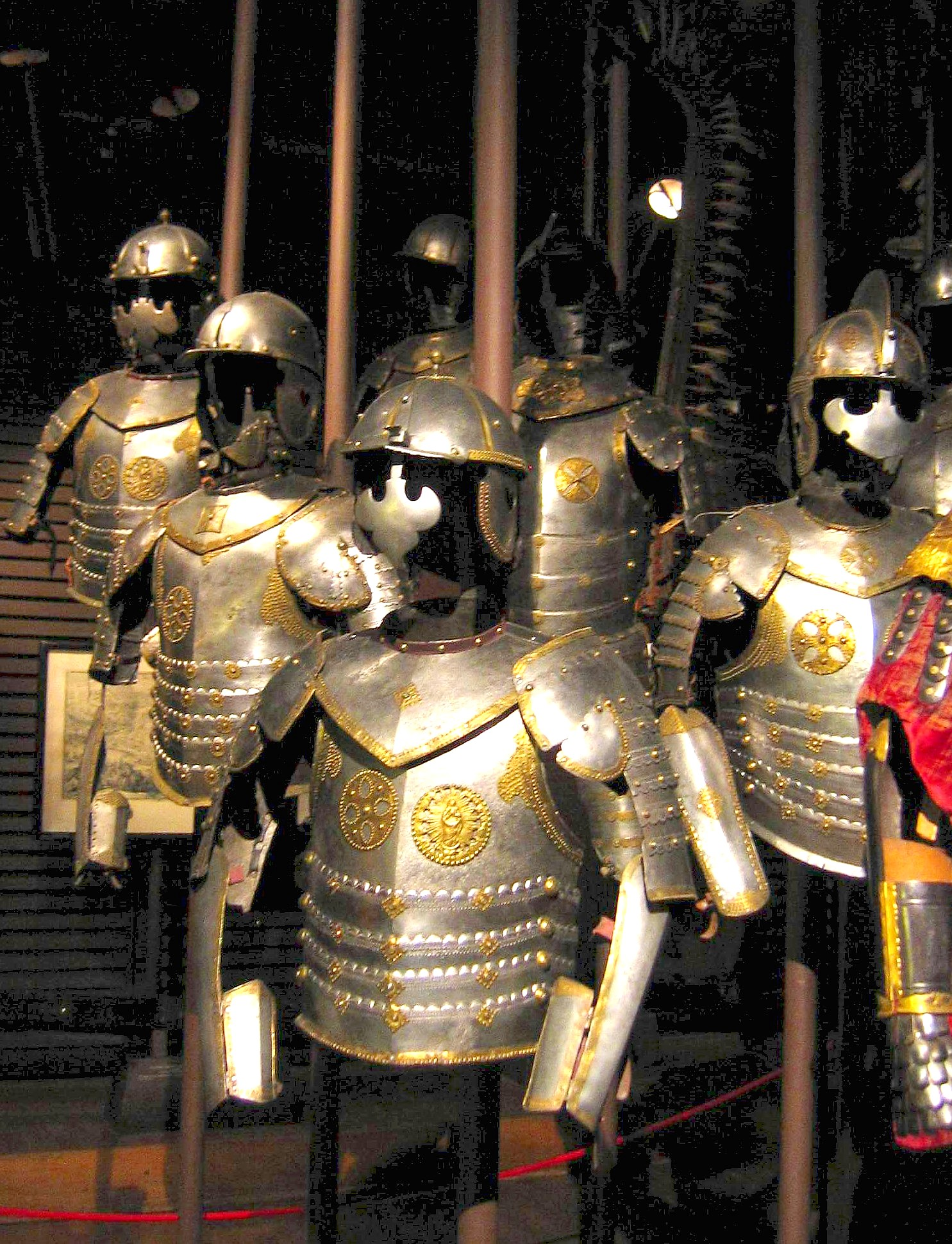
Гусарские доспехи, включающие кирасу и капелину, были особо популярны в Речи Посполитой и часто украшались крыльями за спиной.
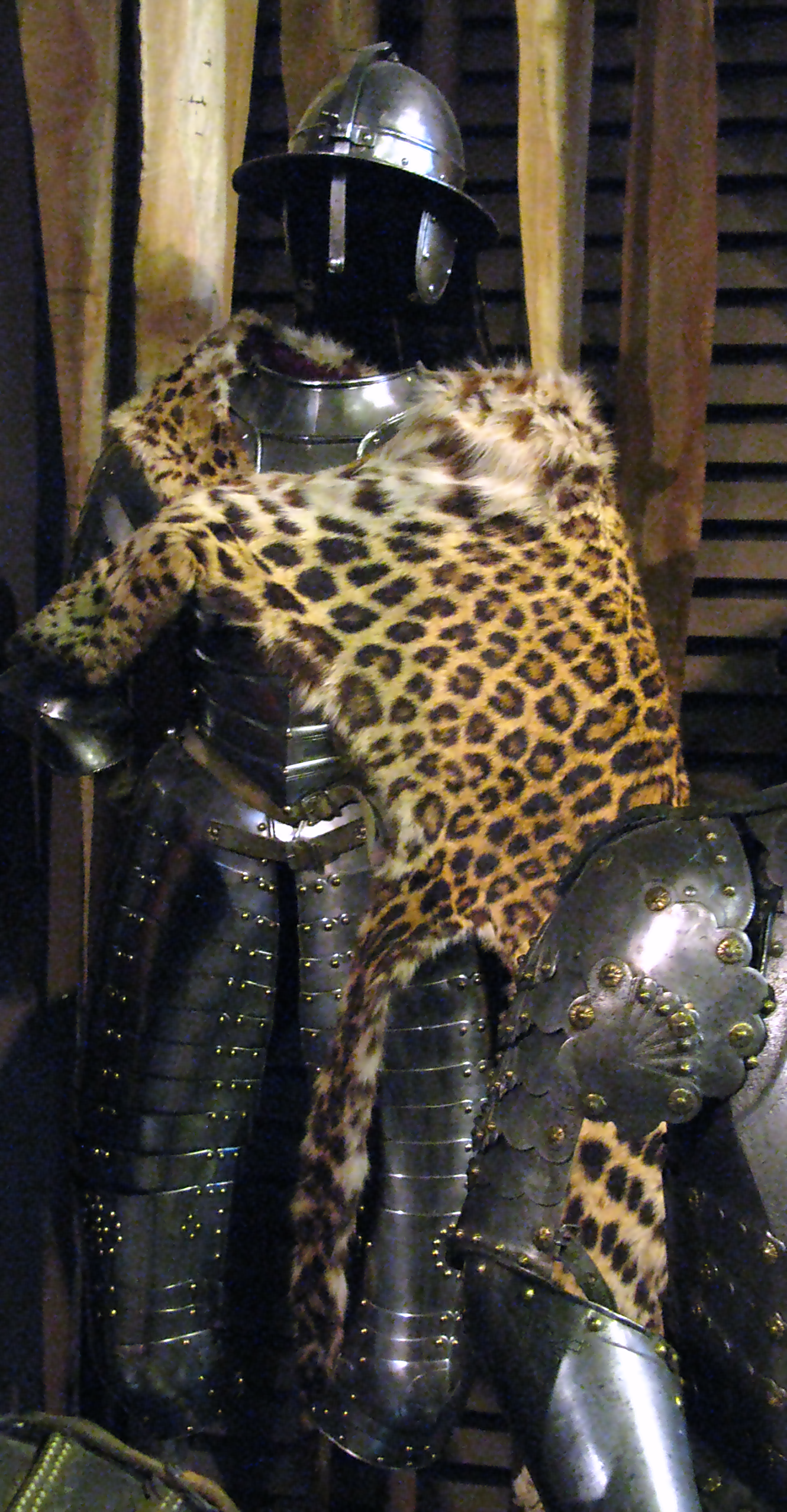
Гусарский доспех богатого шляхтича с латной защитой ног из набедренников с наколенниками, покрытый леопардовой шкурой
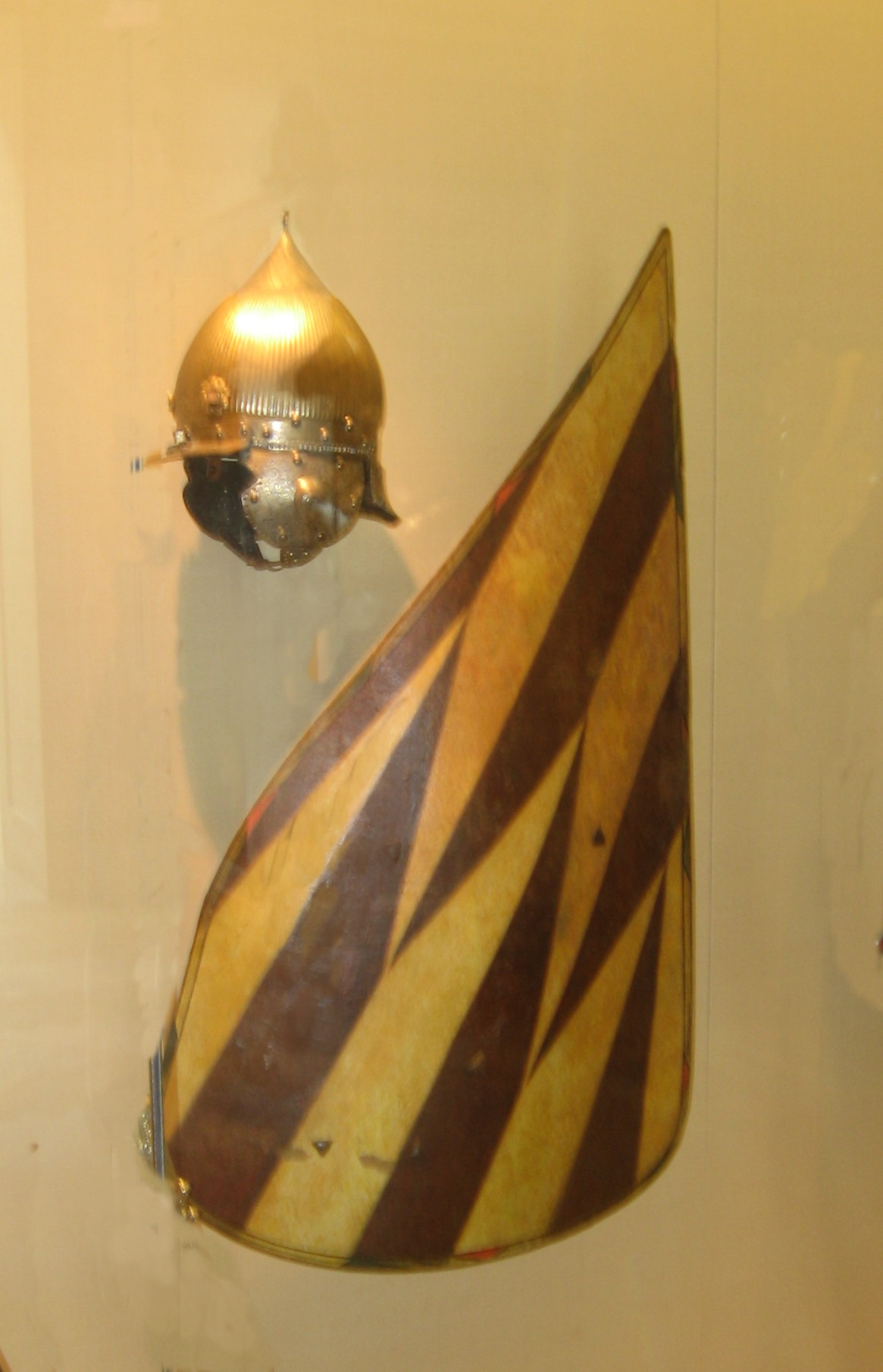
Венгерский щит, такие использовались и польскими гусарами. Над ним венгерский образец ерихонки, прообраза капелины.
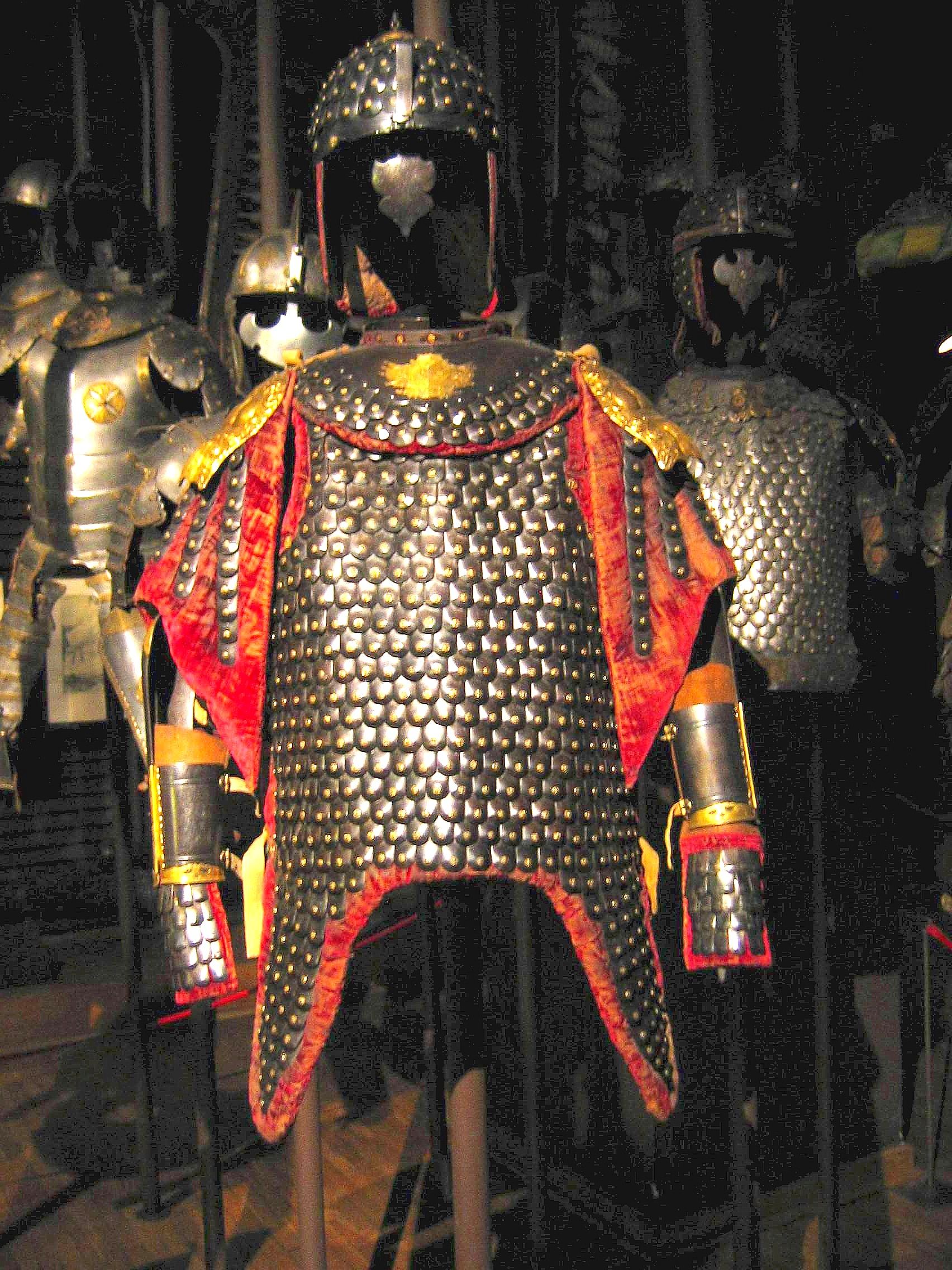
Карацена, вторая половина XVII века.
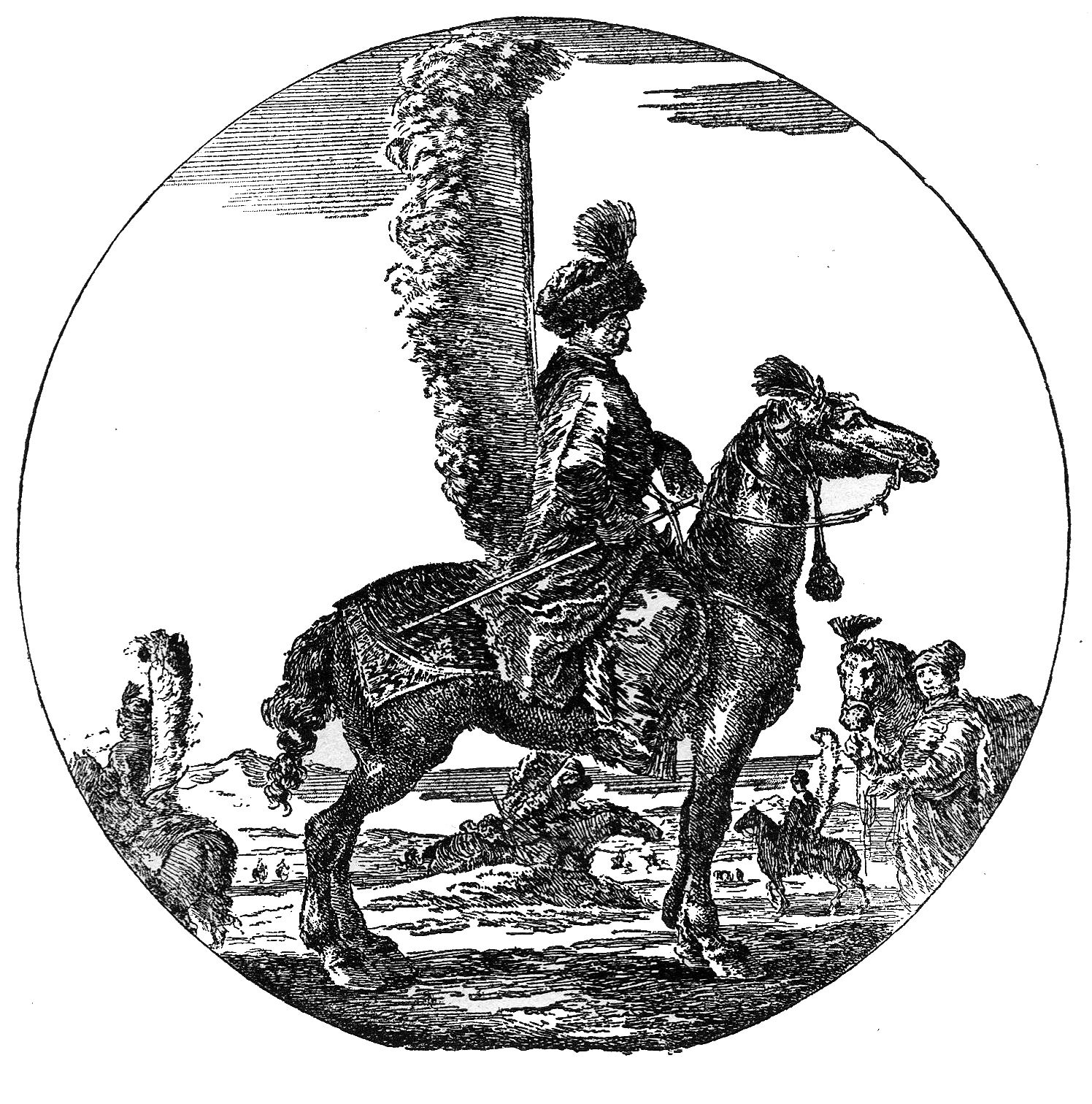
Польский гусар начала XVII века
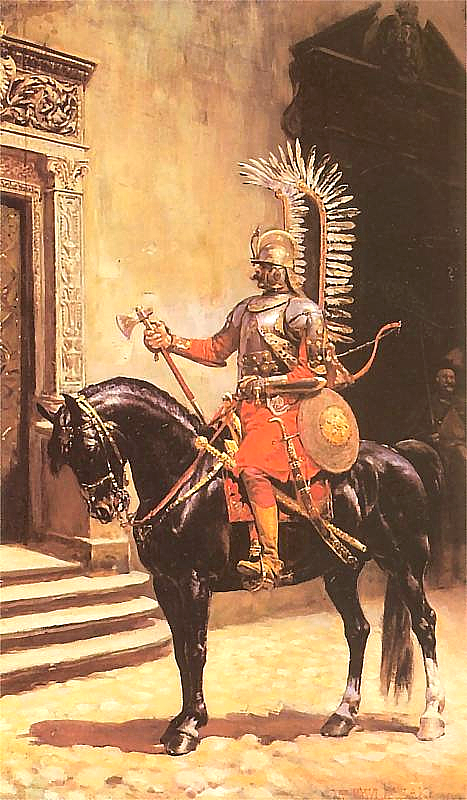
Телохранитель гетмана в гусарских доспехах
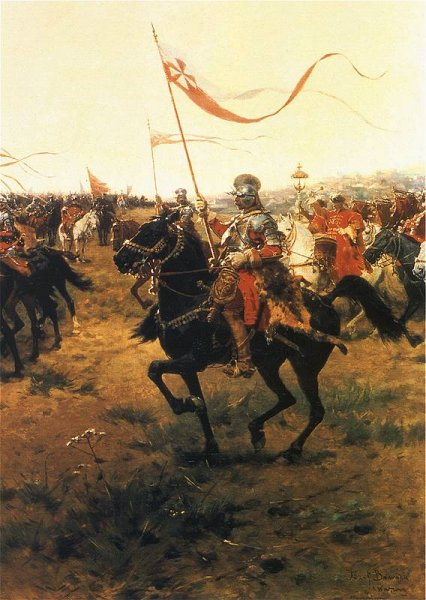
Гусары Речи Посполитой.